# Workaholic
A Workaholic című dal a holland 2 Unlimited 3. kimásolt kislemeze a Get Ready! című első stúdióalbumról.

## Előzmények
A dal 1992 áprilisában jelent meg. A Get Ready! című albumon az instrumentális változat is helyet kapott, azonban felvették a vokális verzióját is a dalnak, melyben Anita Doth vokálozik. Az Egyesült Királyságbeli változat rap betétjét instrumentális részekkel pótolták Ray rapbetétje helyett.

## A dal tartalma
A dal egy csengetéssel kezdődik csökkenő sorrendben, majd ez elkezd növekedni (a Westminster csengő hatásának ismétlésével). A New York-i Yankee Stadionban is ugyanezt a dallamot játsszák, amikor a New York Yankees futballozik, és több HNL arénában is hallható a dallam, mint a Stamples Center-ben, amikor büntetést kap a vendégcsapat ellen. Ezt akkor használják amikor a Los Angeles Lakers 3 pont kosarat kap.
A dal hardcore remixében volt egy idézet "Who The Fuck Are You? " azonban ezt kihagyták az eredetiből, és a videóklipben sem szerepel.

## Megjelenések
7"  Németország ZYX Records – ZYX 6775-7
- A	Workaholic (Vocal Edit) 3:34 (Written By – Raymond Lothar Slijngaard)
- B	Workaholic (Instrumental Edit) 3:34

12"  Spanyolország Blanco Y Negro (2) – MX 315
- A1	Workaholic (Rio & Le Jean Remix) 5:07 (Remix – Rio & Le Jean)
- A2	Workaholic (Hardcore Remix) 4:15 (Remix – Steve Murphy)
- B1	Workaholic (Extended Mix)5:51
- B2	Get Ready For This (Rio & Le Jean Remix'92) 4:11 (Remix – Rio & Le Jean)

## Slágerlista
| Slágerlista(1992)                            | Legjobb helyezések |
| -------------------------------------------- | ------------------ |
| Australia (ARIA)                             | 35                 |
| Belgium (Ultratop 50 Flanders)               | 8                  |
| Canada Dance (RPM)                           | 6                  |
| Finland (Suomen virallinen lista)            | 2                  |
| Ireland (IRMA)                               | 2                  |
| MTV Europe                                   | 11                 |
| Netherlands (Dutch Top 40)                   | 6                  |
| Netherlands (Single Top 100)                 | 4                  |
| Norway (VG-lista)                            | 5                  |
| Spain (AFYVE)                                | 6                  |
| Sweden (Sverigetopplistan)                   | 24                 |
| Switzerland (Schweizer Hitparade)            | 37                 |
| United Kingdom (The Official Charts Company) | 4                  |
| U.S. Billboard Hot Dance Club Play           | 26                 |

| Év végi slágerlista (1992) | Helyezések |
| -------------------------- | ---------- |
| Dutch Top 40               | 52         |